# هاين فانهايزبروك
هاين فانهايزبروك (16 فبراير 1964 بكورتريك في بلجيكا - ) هو مدرب كرة قدم ولاعب كرة قدم بلجيكي في مركز قشاش. لعب مع نادي غينت.

## وصلات خارجية
- هاين فانهايزبروك على موقع قاعدة بيانات كرة القدم.إي يو (الإنجليزية)
- هاين فانهايزبروك على موقع Soccerway.com (الإنجليزية)
- هاين فانهايزبروك على موقع عالم كرة القدم.نت (الإنجليزية)